# Indoramin
Indoramin (tên thương mại Baratol và Doralese) là một tác nhân antiadrenergic piperidine.
Nó là một chất đối kháng adrenoceptor chọn lọc alpha-1  với hành động trầm cảm cơ tim trực tiếp; do đó, nó không dẫn đến nhịp tim nhanh phản xạ. Nó cũng được sử dụng trong tăng sản tuyến tiền liệt lành tính (BPH).
Nó thường được tổng hợp từ tryptophol.

## Liều dùng
Indoramin thường được quy định là 20 viên nén khi sử dụng trong BPH.

## Tác dụng phụ
Buồn ngủ, chóng mặt, khô miệng, nghẹt mũi, nhức đầu, mệt mỏi, tăng cân, hạ huyết áp, hạ huyết áp tư thế, trầm cảm, vấn đề xuất tinh, tiêu chảy, buồn nôn, tăng nhu cầu đi tiểu, và đánh trống ngực.

## Tổng hợp
Tryptamine và serotonin là các hợp chất indyl ethylamino tự nhiên có hoạt tính dược lý rõ rệt. Chúng đã phục vụ như là nguồn cảm hứng để tổng hợp của nhiều chất tương tự. 

Chất ngăn chặn α1-Adrenergic với hoạt tính hạ huyết áp và giãn phế quản. Chuẩn bị:

Một nghiên cứu như vậy liên quan đến quá trình kiềm hóa 4-benzamidopyridine (2) với 3- (2-Bromoethyl) -1H-indole (1) để cho muối bậc bốn (3); chất trung gian này lần lượt được hydro hóa với chất xúc tác niken Raney để tạo ra indoramine (4).